# 애니맥스
애니맥스(일본어: アニマックス 아니맛쿠스[*], 영어: Animax)는 일본의 애니메이션 전문 텔레비전 채널이다. 2017년 기준으로 소니 픽처스 엔터테인먼트 재팬과 미쓰이 물산의 합작 회사인 AK 홀딩스의 자회사이며, 이 외에도 애니메이션 스튜디오인 선라이즈, 도에이 애니메이션, TMS 엔터테인먼트와 제작 회사인 니혼 애드 시스템스 등이 지분을 소유하고 있다. 본사는 도쿄도 미나토구 뉴 피어 다케시바 노스 타워에 위치해 있다.

## 역사
1998년 5월 20일 소니가 주식회사 애니맥스브로드캐스트재팬(株式会社アニマックスブロードキャスト・ジャパン, Animax Broadcast Japan Inc.)을 설립하였다. 같은 해 7월 1일 위성방송 스카이퍼펙을 통해 첫 방송을 시작하였다. 소니 픽처스 엔터테인먼트 재팬을 포함하여 선라이즈, 도에이, TMS와 NAS 등이 공동으로 설립하였으며, 요시로 카타오카도 설립에 관여하였다. HD 방송은 2009년 10월부터 시작되었다.

## 일본 이외
애니멕스는 일본, 아시아(동남아시아, 필리핀, 홍콩, 타이완), 대한민국에서 별도의 채널을 운영하고 있으며, 영국, 독일, 인도, 오스트리아, 스위스 등에서는 VOD 서비스를 제공하고 있다.

### 아시아
2004년부터는 아시아 지역에 별도의 채널을 개국하여 방영하고 있다. 2006년에는 별도의 대한민국 채널을 개국하였다.

### 라틴 아메리카
2005년 7월 31일에 기존의 Locomotion을 애니맥스의 라틴 아메리카판으로 개편하였으나, 이후 일본 애니메이션 작품의 비중이 축소되고 2011년 5월 1일에 Sony Spin으로 개편하였으며, 2014년 7월 1일에 Lifetime 라틴아메리카판으로 다시 개편하였다.